# Idaea carneofasciata
Idaea carneofasciata là một loài bướm đêm trong họ Geometridae.